# Johann Rudolf Zumsteeg

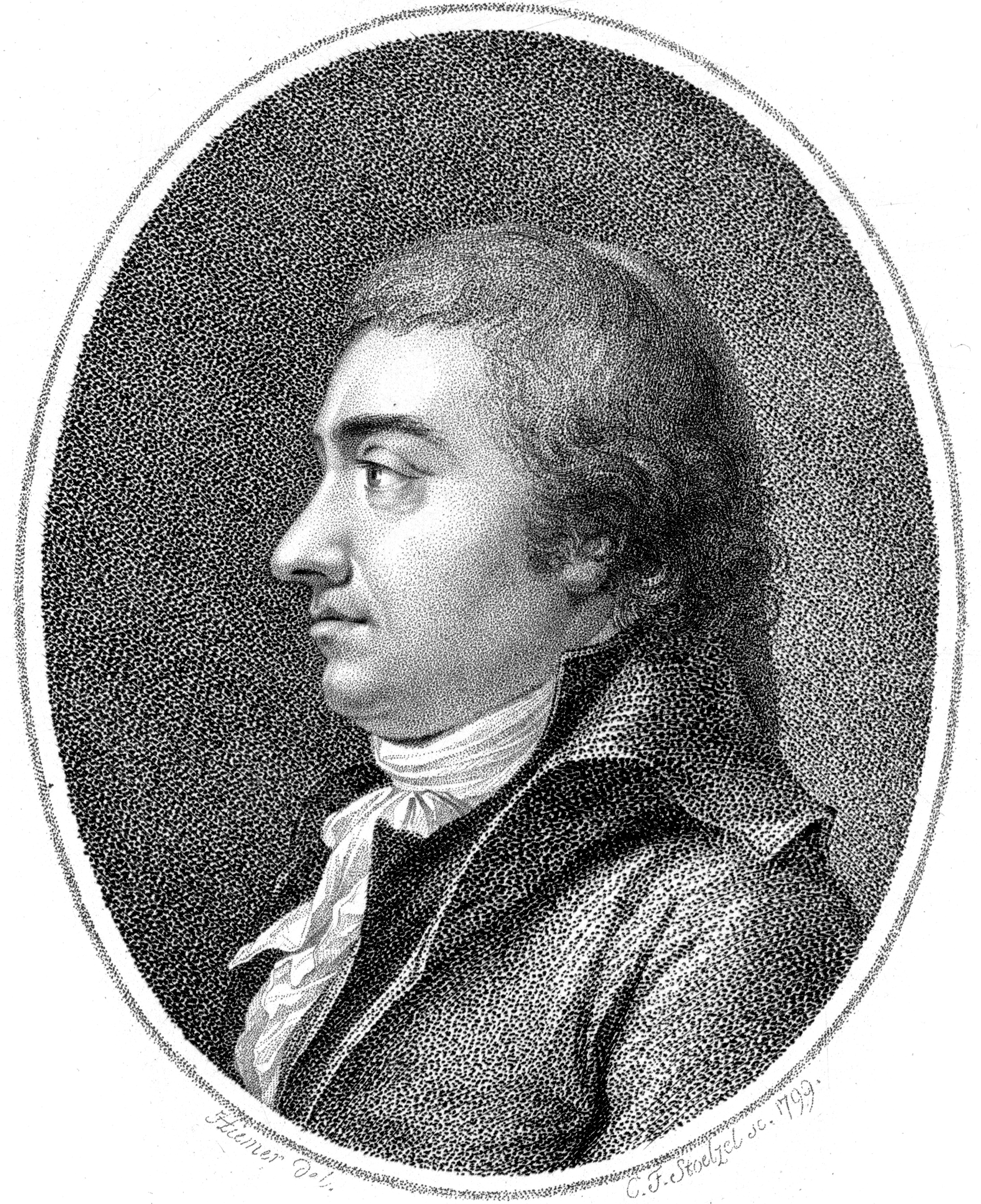
Johann Rudolf Zumsteeg (Kupferstich von Christian Friedrich Stölzel)

Johann Rudolf Zumsteeg (* 10. Januar 1760 in Sachsenflur im Umpfertal; † 27. Januar 1802 in Stuttgart) war ein deutscher Komponist und Kapellmeister.

## Leben
Geboren als Sohn eines herzoglich-württembergischen Kammerdieners trat er im Alter von zehn Jahren in die Karlsschule in Stuttgart ein, zunächst, um eine Ausbildung in der Bildhauerkunst zu erhalten. Wegen seiner herausragenden musikalischen Begabung erhielt er daraufhin jedoch eine Musikausbildung. Seine Lehrer waren unter anderen Johann Friedrich Seubert und Eberhard Malterre, bei dem er Cello-Unterricht erhielt, sowie der Stuttgarter Hofkapellmeister Agostino Poli, der ihn im Fach Komposition unterrichtete. Auf der Karlsschule lernte er Friedrich Schiller kennen. Beide freundeten sich an, Zumsteeg vertonte später viele seiner Gedichte.
Im Jahre 1781 wurde Zumsteeg aus der Karlsschule entlassen und erhielt eine Anstellung als Violoncellist in der Hofkapelle Stuttgart. Vier Jahre später bekleidete er die Position eines Lehrers an der Hohen Karlsschule. Im Jahre 1791 wurde er zum Leiter der deutschen Musik am Hoftheater berufen und wurde in diesem Rahmen auch Direktor des Musik- und Mimik-Instituts der Hohen Karlsschule. Ein Jahr später wurde ihm der Titel des Herzoglichen Konzertmeisters verliehen und er trat die Nachfolge Polis als Hofkapellmeister an. Zumsteeg starb 1802 im Alter von 42 Jahren an einem Schlaganfall.
Sein kompositorisches Schaffen umfasst Opern und Chormusik. Ihm wird außerdem ein nicht unbeachtlicher Einfluss auf die Entwicklung des deutschen Kunstliedes nachgesagt. Beeinflusst durch seine Balladen wurden vor allem die späteren Werke Schuberts sowie Loewes.

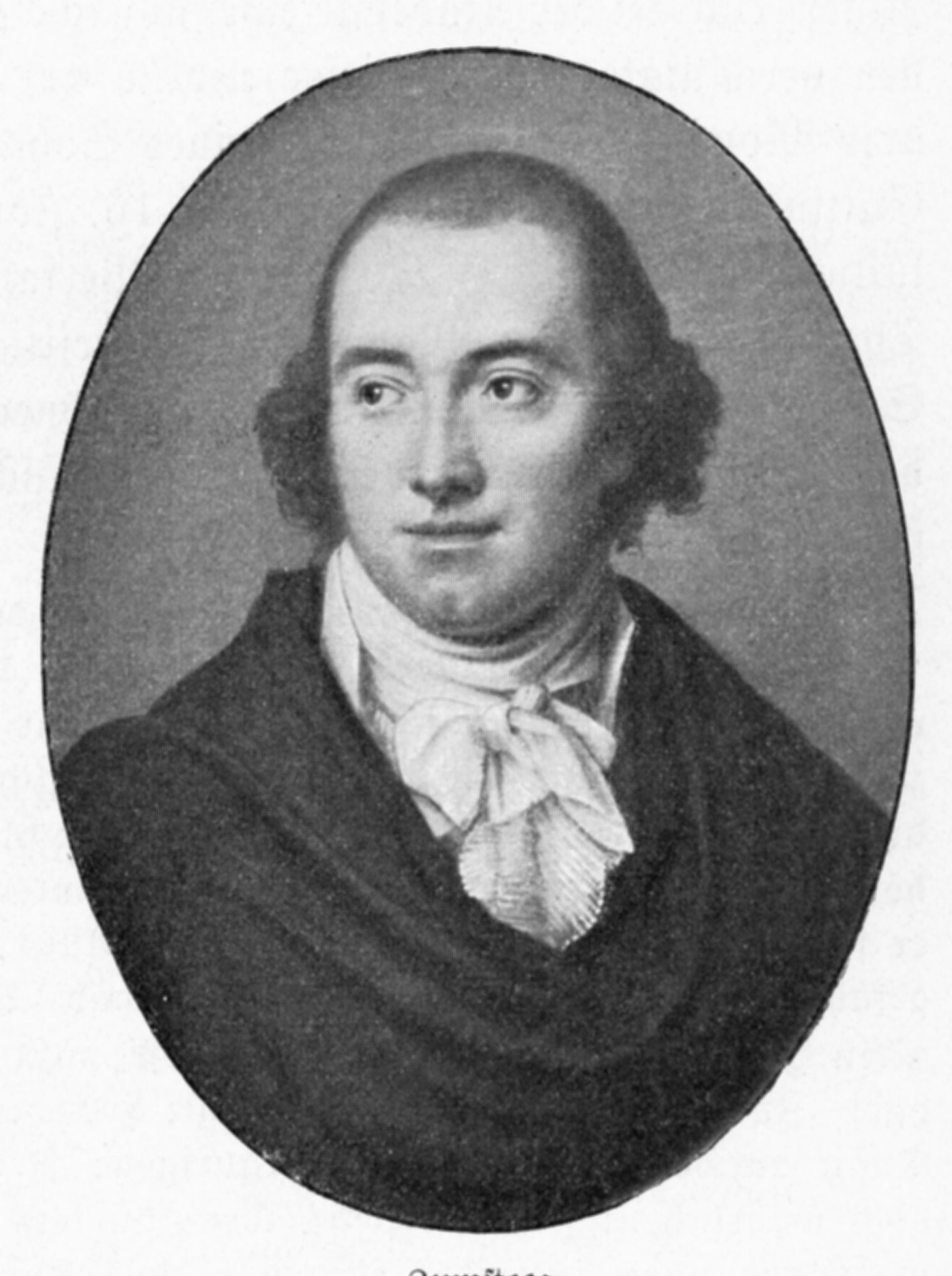
Johann Rudolf Zumsteeg

Zumsteeg ist Vater der am 9. Dezember 1796 geborenen Emilie Zumsteeg, einer in Stuttgart wirkenden Komponistin, Chorleiterin und Musiklehrerin. Er war verheiratet mit Luise Zumsteeg, geborene Andreä (1760–1837), eine Arzttochter.

## Werke

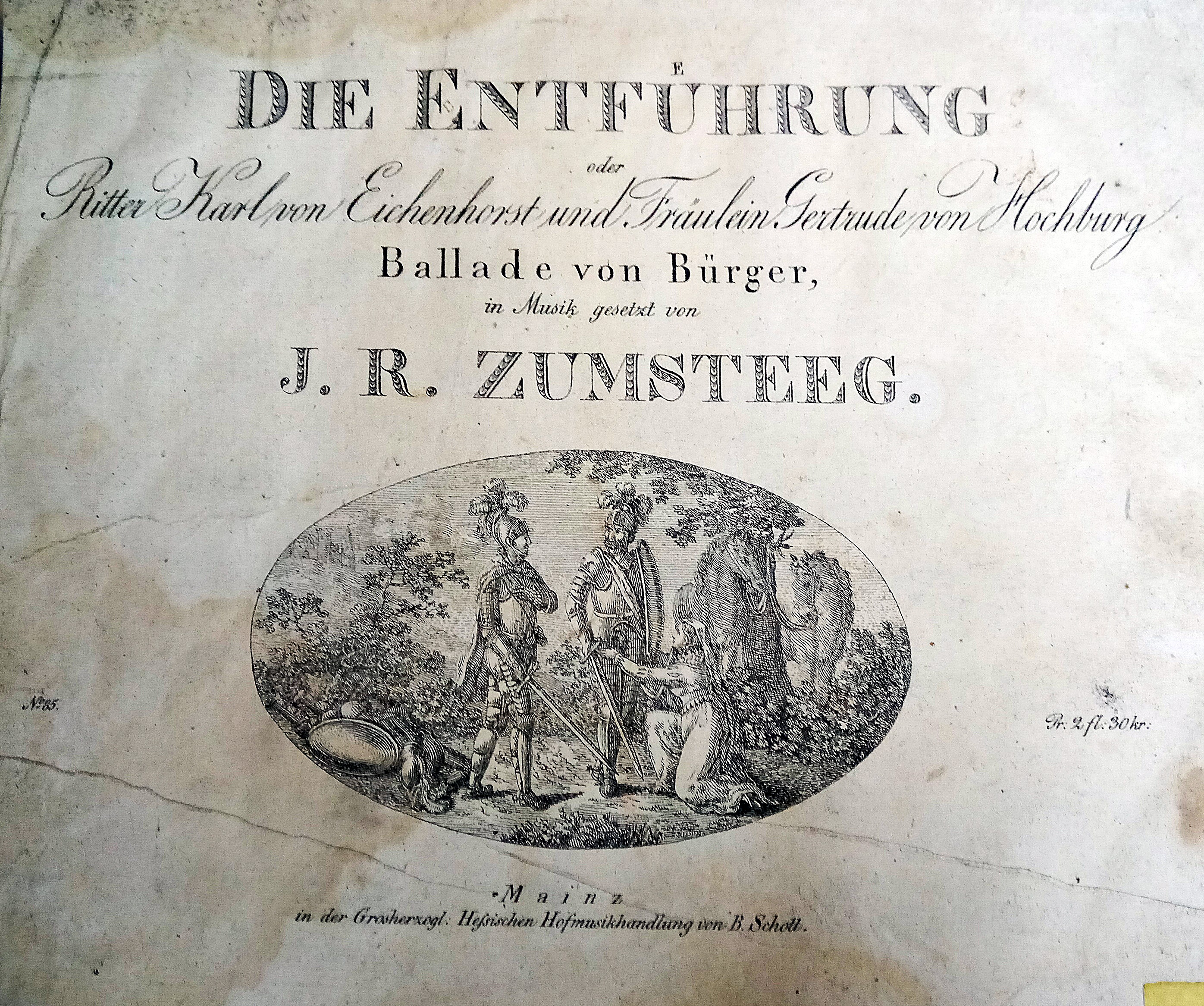
Titelblatt der Ballade Die Entführung, um 1830

### Opern
- Das tatarische Gesetz (1780)
- Le delizie Campestri o Ippolito e Aricia (1782)
- Armida (1785)
- Die Geisterinsel (1798)
- Elbondocani (1803)

### Melodrama
- Tamira (1788)
- Das Pfauenfest (1801)

### Balladen
- Leonore
- Des Pfarrers Tochter von Taubenhain
- Die Büßende
- Die Entführung
- Das Lied von der Treue
- Ritter Toggenburg

## CD
- Die Geisterinsel mit dem Kammerchor Stuttgart, der Hofkapelle Stuttgart, Leitung: Frieder Bernius, Carus Verlag, Stuttgart 2011, Carus 83.229, 3 CD.